# Mikoyan-Gourevitch MiG-29
Le Mikoyan-Gourevitch MiG-29 (Code OTAN Fulcrum) est un avion de chasse de suprématie aérienne soviétique développé au début des années 1970, et dont le premier vol eut lieu le 6 octobre 1977. Il est entré en service dans l'armée soviétique en 1983, mais n'est plus commandé aujourd'hui par l'armée de l'air russe (il devait être théoriquement remplacé à partir de fin 2018 par une version modernisée, le MiG-35 Fulcrum-E). Il est toutefois encore utilisé et commandé par de nombreux autres pays. Plus de 1 100 exemplaires ont jusqu'à présent été construits. Il est le 5e avion de combat le plus utilisé dans le monde en 2020 avec, selon une estimation, 817 appareils en activité, soit 6 % de la flotte mondiale d'avions de combat.

## Conception
En 1970, à la fin de la guerre du Viêt Nam, l'US Air Force lance les programmes F-15 et F-16, alors que dans le même temps, les avions soviétiques MiG-21, Soukhoï Su-15 et Soukhoï Su-17 sont en fin de service. L'URSS décide donc de lancer le programme du Su-27 pour contrer le F-15 et le F-14. Cependant, le prix de cet appareil étant trop élevé pour qu'il puisse être acheté en grand nombre. Le programme du MiG-29 est alors lancé pour équiper les Forces aériennes soviétiques (VVS) avec un chasseur léger de supériorité aérienne de la nouvelle génération, mais plus rustique, conçu par Ivan Mikoyan (en),. Le premier prototype, désigné 9.01, effectue son premier vol le 6 octobre 1977. Il est suivi d'une vingtaine d'appareils de présérie avant que ne débute son assemblage. Les premiers appareils quittent les chaînes de montage en 1982.
Les États-Unis apprirent l'existence de cet appareil grâce à l'un de leurs satellites espions qui passait au-dessus du centre d'essais soviétique Ramenskoye (dans les faubourgs de Moscou) ; ils donnèrent au MiG-29 la dénomination « RAM-L », qui deviendra par la suite « Fulcrum ». Ce n'est qu'en juillet 1986 que l'Occident a pu apercevoir de plus près cet appareil, au cours d'une visite faite par une escadrille de MiG-29 soviétiques en Finlande. C'est à ce moment que l'USAF connut véritablement le MiG-29 et put le différencier des autres modèles de Mikoyan-Gourevitch ou de Soukhoï.
Le MiG-29 est un chasseur qui peut effectuer des virages à forts facteurs de charge malgré l'absence de commandes de vol électriques assistées par ordinateur. Il serait par ailleurs le premier avion à avoir effectué la fameuse manœuvre du Cobra de Viktor Pougatchev. Il est l'un des premiers appareils russes à être pourvu d'un radar pouvant détecter et engager des cibles situées vers le bas,. Il est équipé de turboréacteurs à double flux qui remplacent les turbojets utilisés sur les précédentes générations d'avions soviétiques. Mais son principal défaut est sa faible autonomie, qui le confine surtout à la défense du territoire plutôt qu'aux missions lointaines d'attaque. Cependant, ce défaut est en partie compensé par le fait qu'il peut opérer très près de la ligne de front sur des terrains d'aviation très sommairement aménagés en herbe, conformément à la doctrine soviétique de l'époque, grâce à ses entrées d'air pouvant être obturées et ses pneus à basse pression. Les variantes récentes lui ont donné plus de polyvalence en améliorant ses capacités air-sol, faisant de lui un véritable équivalent du F-16. Alliant vitesse (2445 km/h à haute altitude) et manœuvrabilité, le Fulcrum a et fait encore partie de plusieurs équipes d'acrobaties aériennes ex-soviétiques, dont la patrouille Strizhi (martinets).

## Engagements

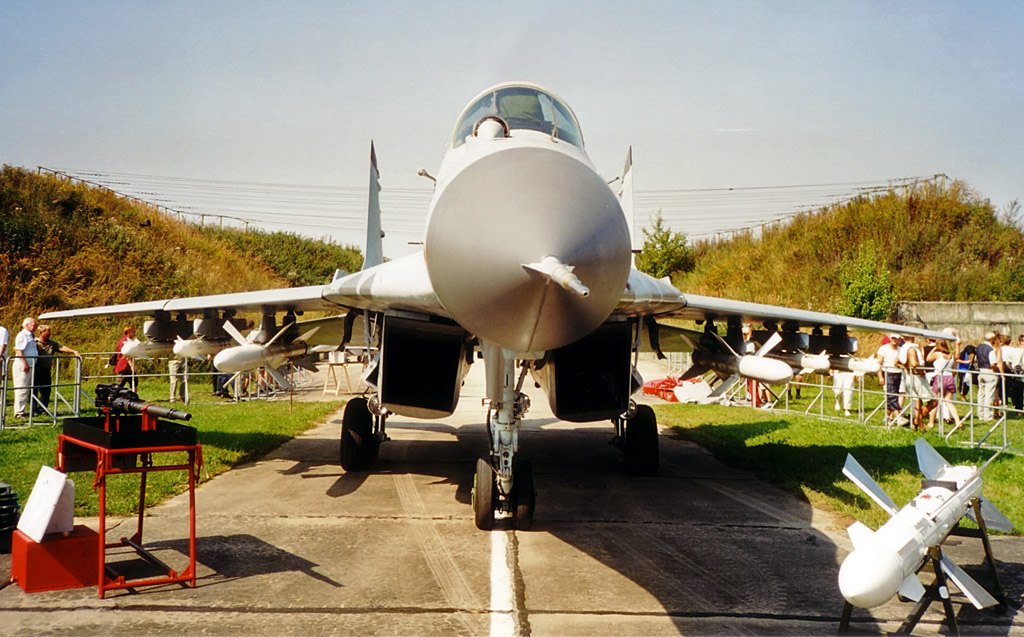
Vue de face avec son armement air-air.

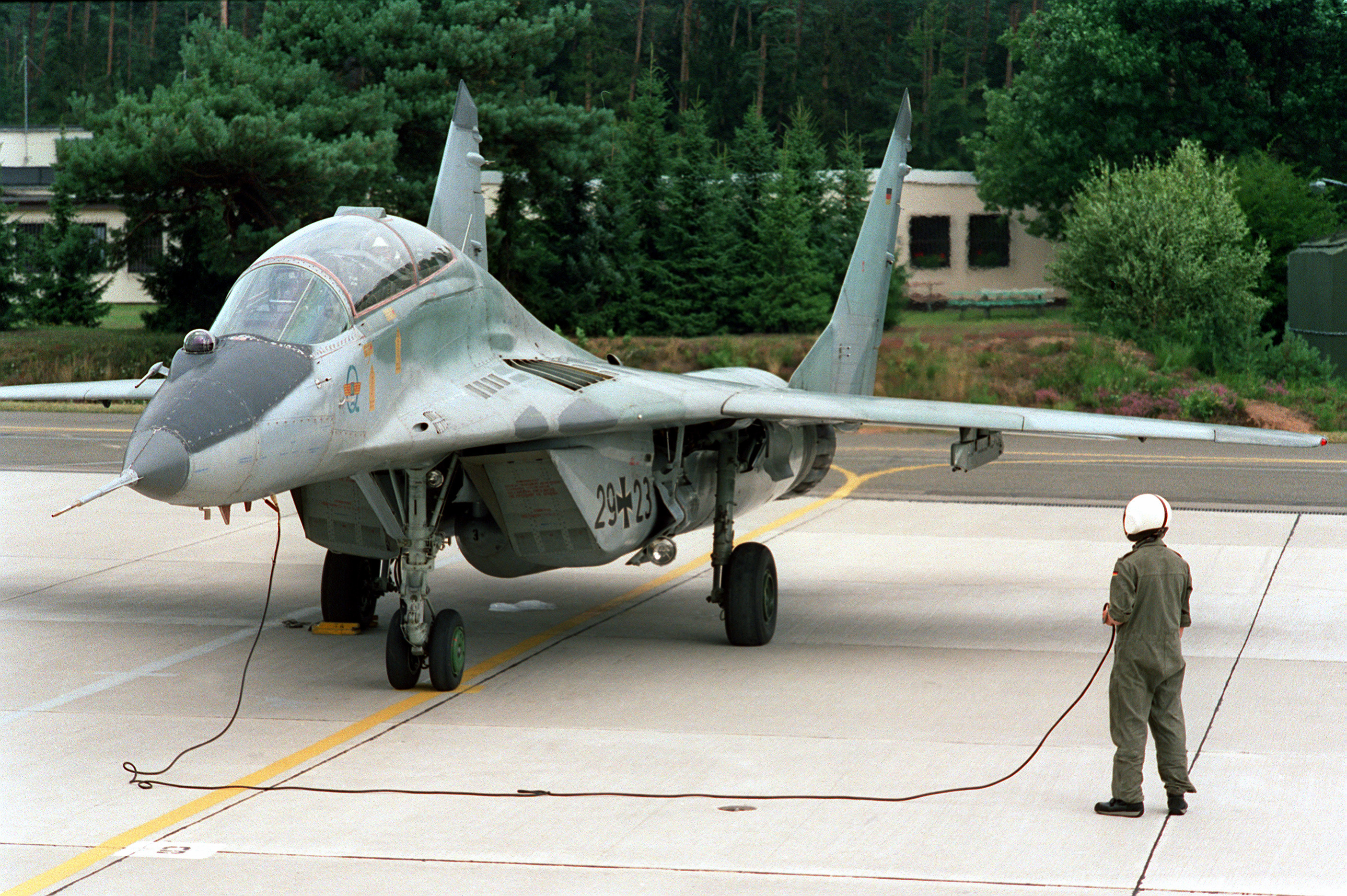
La version biplace Fulcrum B. Ici, de la Luftwaffe en 1993.

Le MiG-29 a été engagé dans plusieurs conflits.
Lors de la guerre du Golfe en 1991, un pilote du nom de Sayhood Jameel revendique avoir abattu un Tornado GR.1A de la Royal Air Force, aux commandes d’un MiG-29 de la Force aérienne irakienne.
Deux MiG-29 de l'armée yougoslave ont attaqué le palais présidentiel de Zagreb en Croatie le 8 octobre 1991 et d'autres MiG-29 furent utilisés en appui aérien rapproché en Slovénie en juin 1991.
Un MiG-29 utilisé par la force aérienne cubaine a abattu au moins deux monomoteurs Cessna de l'organisation Brothers to the Rescue (en) qui tentaient de se rapprocher de l'île lors d'une opération anticastriste, le 24 février 1996,.
Pendant le conflit Éthiopie-Érythrée en 1999, cinq MiG-29 érythréens ont été abattus par des appareils éthiopiens.
Durant la guerre du Kosovo, les 16 MiG-29 serbes sont regroupés dans la 127e LAE. Lors de la première nuit de la guerre ME 24 mars 1999, cinq décollent. Un MiG-29 fut détruit par un F-16 de la Koninklijke Luchtmacht néerlandaise et le second de la patrouille par un F-15 de l'USAF,  un troisième tomba victime des tirs de sa propre DCA. Sur les deux avions qui parvinrent à regagner leur base, l’un fut gravement endommagé par l’explosion d’un missile guidé par radar AIM-120 AMRAAM tiré par un F-16 néerlandais, alors que le dernier appareil était parvenu à esquiver plusieurs missiles tirés contre lui. Le 26 mars, deux autres MiG-29 furent abattus par trois F-15 au-dessus de la Bosnie et un autre fut détruit le 4 mai 1999 en affrontant deux F-16 américains. Le 4 mai 1999, un MiG-29 du 127 LAE tenta d’intercepter une formation de l’OTAN qui venait de bombarder la ville de Valjevo. Le chasseur fut abattu et son pilote tué par deux F-16C américains. 
Le tribut prélevé sur les Mig-29 yougoslaves durant l’opération Allied Forces est donc élevé, avec six avions détruits en combat aérien, et quatre autres au sol, sans avoir pu remporter de victoire.
Le 14 septembre 2001, deux MiG-29 syriens furent abattus alors qu'ils se rapprochaient d'un AWACS israélien escorté par deux F-15 au large de Tartous.
Un MiG-29 russe a été utilisé pour détruire un drone géorgien Hermes 450 le 18 mars 2008.
Lors de la guerre du Donbass, l'Ukraine remet en service des vieux MiG-29 (et un MiG-29 UB), l'un d'entre eux est abattu par les séparatistes le 16 août 2014. Le 16 juillet, le gouvernement ukrainien annonce qu'un de ses Su-25 a été abattu par un MiG-29 de l'armée de l'air russe à l'aide d'un missile R-27.
Au total[Quand ?] 18 MiG-29 ont été abattus en vol. Cinq avions ont été officiellement abattus par des MiG-29, deux étant des avions civils, un était un drone, un était un appareil militaire et enfin le dernier était un tir ami entre deux avions de la force aérienne irakienne.
Le 16 août 2021, un Super Tucano de la force aérienne afghane a soit été abattu ou soit est entré en collision avec un MiG-29 de la force aérienne ouzbèke.
Lors de l'invasion de l'Ukraine par la Russie, des MiG-29 sont utilisés par la Force aérienne ukrainienne mais ceux des forces aériennes russes ne sont pas déployés au combat.
À la suite de la chute du régime Assad le 8 décembre 2024, Israël lance une vaste campagne de bombardements contre les actifs de l'armée syrienne. La totalité des MiG-29 stationnés sur les bases aériennes auraient été détruits au 10 décembre.

## Accidents notables
- Le 14 novembre 2016 l'aéronavale russe a perdu un MiG-29KUB du 100e régiment d'aviation de chasse embarqué après que celui-ci s'est abîmé en Méditerranée orientale[19]. L'avion revenait d'une mission de reconnaissance au-dessus de la Syrie et devait se poser sur le porte-avions Amiral Kouznetsov. Le pilote a réussi à s'éjecter, et a été récupéré sain et sauf[20]. Celui-ci a pu être filmé par une FLF présente sur zone.

## Versions

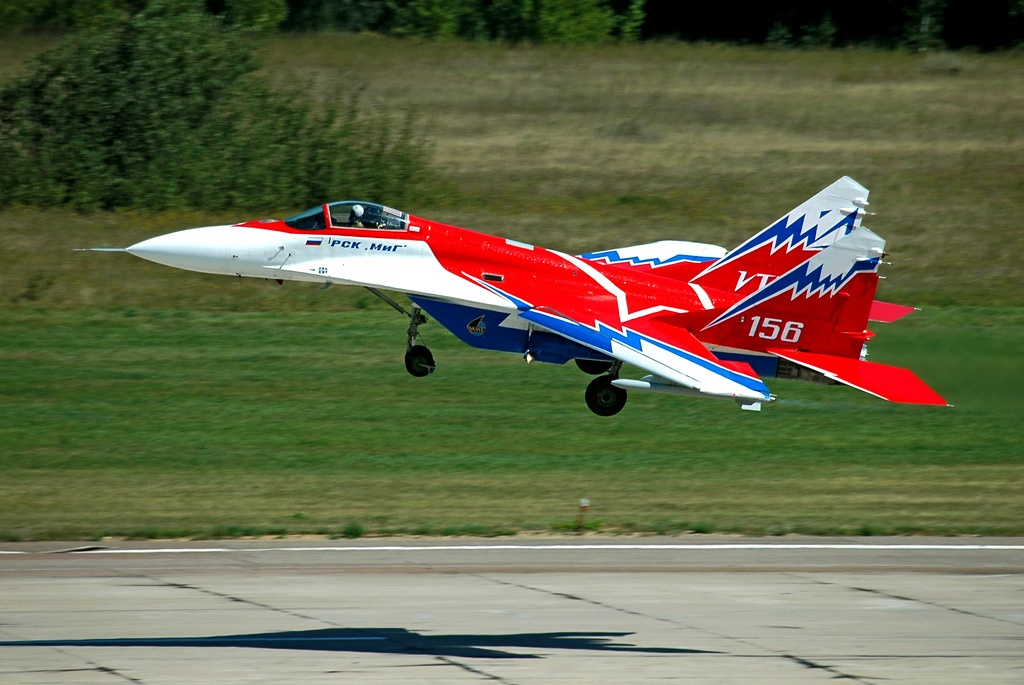
MiG-29OVT au Salon international aérospatial de Moscou de 2005.

- Prototypes : 19 produits, légèrement plus petits que la version de série, désignation d'usine 9.11 et désignation OTAN Ram-L ;
- MiG-29 (désignation d'usine 9.12) Fulcrum-A : première version de série, sans brouilleur radar interne ;
  - Sous-versions Fulcrum-A Variant 1 : premiers appareils, équipés de quilles ventrales ;
  - Fulcrum-A Variant 2 : version sans quilles présentée en Finlande en 1986 ;
  - Fulcrum-A Variant 3 : longueur de la corde des dérives augmentée. Équipée d'un radar N019 Sapfir-29 Slot Back et de l'IRST mais pas de brouilleur radar interne ;
  - Versions export 9,12 A et 9.12B à l'électronique bridée, sans capacité nucléaire et destinées aux pays non-membres du pacte de Varsovie ;
- MiG-29UB (9.51) Fulcrum-B : biplace d'entraînement sans radar et capacités de combat réduites ;
- MiG-29 (9.13) Fulcrum-C : monoplace avec brouilleur radar L-203BE Gardeniya-1-FU logé dans une arête dorsale plus volumineuse, qui contient aussi un réservoir supplémentaire de 75 litres de carburant ;
- MiG-29S (izdeliye 9.19S, izdeliye 7S) Fulcrum-C : est équipé du système radar modernisé RLPK-29M (Sh104M) avec le radar N019M Topaz et l'ordinateur Ts-101M. La portée du radar est légèrement augmentée (de 70 à 80 km pour des cibles ayant une section transversale de 3m²). Le chasseur est adapté pour utiliser les nouveaux R-77, R-27T et R-27RE/TE. Le premier prototype complet du MiG-29S a volé pour la première fois le 23 décembre 1990. En 1991, 16 chasseurs MiG-29S ont été les derniers MiG-29 achetés par l'armée de l'air russe pendant près de 20 ans[21] ;
  - MiG-29SE est la version d'exportation ;
  - MiG-29SD est le modèle d'exportation du Fulcrum-A pourvu des équipements du SE ;
  - MiG-29N ou UBN est une version de 1995 dédiée à la Malaisie, à laquelle a été ajouté le ravitaillement en vol[21] ;
- MiG-29SM (izdeliye 9.13SM) est une mise à niveau pour l'exportation avec un radar N019MP doté d'une capacité air-sol; il est armé de Kh-29T et KAB-500Kr et de missiles Kh-31P/A[21] ;
- MiG-29SM-P est une version dédiée utilisée par le Pérou, à laquelle a été ajouté le ravitaillement en vol[21] ;
- MiG-29SMT (9.17) Fulcrum-F est un prototype en cours d'essais en Russie, destiné à remplacer les MiG-27 Flogger. Il est équipé de turboréacteurs Klimov RD-33 série 3[22] ;
- MiG-29UBT (izdeliye 9.52) Fulcrum-F : était une version d'entraînement améliorée selon le modèle précoce (9.17) ; un grand réservoir conforme était monté sur l'épine dorsale du fuselage. Un petit radar a été installé dans le nez (le NIIP Osa en cours d'essai). Seulement deux prototypes furent construits[21] ;
- MiG-29KVP prototype de la version navalisée ;
- MiG-29K (izdeliye 9.31) Fulcrum-D : est la version navalisée, dérivée du MiG-29M, voilure repliable de surface accrue avec quatre points d'emport au lieu de trois, crosse d'appontage, perche de ravitaillement et turboréacteurs Klimov RD-33MK de 8 800 kgp avec postcombustion[23]. Cette version a été abandonnée dans les années 1980 au profit du Su-27K pour être réactivée et produite en série au profit de la marine indienne pour ses porte-avions INS Vikramaditya et de classe Vikrant. La Russie a aussi commandé des MiG-29 pour ses propres porte-avions[24] ;
- MiG-29KUB (izdeliye 9.31) : est un dérivé biplace du MiG-29K conçu pour l'Inde[25]. Le premier vol de l'avion de série a eu lieu le 18 mars 2008 sur l'aérodrome de Loukhovitsy[26] ;
- MiG-29KR (izdeliye 9.41R) et MiG-29KUBR (izdeliye 9.47R) : sont des appareils équivalents pour la marine russe[25] ;
- MiG-29UPG: nouveau standard de modernisation pour l'Inde. Six modernisés en Russie et 59 autres à moderniser en Inde (mars 2009) ;
- MiG-29M (en) (9.15) Fulcrum-E surnommé Fulcrum FBW (FBW signifiant « commandes de vol électriques ») modernisé avec des commandes électriques, nouveau système d'armes et quatre points d'emport par aile mais resté à l'état de prototype. Il est équipé de turboréacteurs Klimov RD-33 série 3M[27] ;
  - MiG-29ME version d'exportation du MiG-29M appelée MiG-33 (en) depuis 1994 ;
  - MiG-29M2 (izdeliye 9.47S) : est son dérivé biplace. Le premier avion, le "747", a volé le 24 décembre 2011[25] ;
- MiG-29OVT : démonstrateur du programme MiG-35. Il est doté d'une manœuvrabilité hors du commun, rendue possible par ses moteurs Klimov RD-33 série 3 à poussée vectorielle (débattement de 15° dans les deux axes)[28], lui permettant en plus de voler à vitesse supersonique sans faire usage de la postcombustion ;
- MiG-35 : Dernière version du MiG-29, biplace, elle est dotée de moteurs Klimov RD-33MK à poussée améliorée mais sans poussée vectorielle[23], d'un radar de cinquième génération Tikhorimov NIIP Bars-29 et de missiles R-73, R-77 et K-74. L'appareil est vendu au prix de 32 millions de dollars l'unité.

## Pays utilisateurs

Utilisateurs en 2014
Anciens utilisateurs

Environ 800 exemplaires du MiG-29 ont été produits jusqu'en 1990 et 250 ont été principalement vendus aux pays membres du pacte de Varsovie et d'autres nations alliées des soviétiques telles que Cuba, l’Inde, la Syrie, l’Irak ou encore la Corée du Nord. Les versions d'export étaient légèrement bridées avec la perte de la capacité d’emport d’armes nucléaires ou encore par un système IFF moins performant, le système d’armes restant néanmoins similaire aux versions soviétiques. Les versions monoplaces étaient annoncées pour 23 millions de dollars en 1989.

### Actuels
- Russie (266)
  - Armée de l'air russe - 291 MiG-29 A/S/UB en parc fin 2008 dont seulement 30 % en état de vol, les autres ayant été arrêtés à cause de problèmes de corrosion ayant conduit à la perte de deux appareils. D’autres MiG-29 sont en réserve.
28+6 MiG-29 SMT/UBT : le programme de modernisation des MiG-29 russes au standard SMT / UBT a été gelé faute de budget. La force aérienne russe a par contre récupéré les 28 MiG-29 SMT refusés par l’Algérie et devrait aussi recevoir les 6 MiG-29 UBT prévus dans ce contrat. En avril 2014, une commande a été effectuée de 16 nouveaux MiG-29 SMT pour 473 millions de dollars US livrables à partir de 2016[29]. En 2016, la force aérienne russe possédait 252 MiG-29 toutes versions confondues.
  - Aviation navale russe - En 2016, l'aéronavale russe possédait 14 MiG-29K.
- Algérie (32)+14 -1
  - Armée de l'air algérienne - entre 20 et 35 MiG-29S et UB. 14 appareils MiG-29M/M2 en cours de livraison[30].
- Azerbaïdjan
  - Force aérienne azerbaïdjanaise - 12 appareils
- Bangladesh
  - Armée de l'air du Bangladesh - Le Bangladesh a acheté 8 MiG-29 à la Russie en 1999 sous le Premier ministre Sheikh Hasina[31].
- Biélorussie
  - Force aérienne et de défense aérienne de la république de Biélorussie - Selon certaines sources, ce type d'appareil de la force aérienne biélorusse serait intervenu dans le détournement du vol Ryanair 4978 le 23 mai 2021[32].
- Bulgarie
  - Force aérienne bulgare - 15 en service sur 19 en stock en janvier 2020. 12 MiG-29A et 3 MiG-29UB sont maintenus en état de navigabilité jusqu'en 2029 au plus tard disposant de 1450 heures de vol par an[33].
- Cuba
  - Défense aérienne des Forces armées révolutionnaires - 36 MiG-29 (9,12B) et 9 MiG-29UB (9,51). Contrairement aux plans initiaux, seuls 12 et 2 avions ont été livrés respectivement, en raison de l'effondrement de l'Union soviétique. Les avions restants ont ensuite été réapprovisionnés et les opérations se sont poursuivies sans problème, mais en raison d'une pénurie de pièces, en 2024, seuls trois MiG-29 (9.12B) ont été confirmés.
- Érythrée
  - Force aérienne érythréenne - À la suite du cessez-le-feu signé avec l'Éthiopie le 14 juin 1998, l’ERAF (Eritrean Air Force) achète à l'Ukraine cinq MiG-29 (quatre monoplaces et un biplace) accompagnés de missiles R-27 et R-73[6]. Les cinq appareils sont intégrés dans le 5e squadron, créé à cette occasion. Mais les pilotes n'ont pas le temps de se former complètement à leur appareil si bien que lorsque les combats reprirent le 5 février 1999, deux appareils furent abattus et leurs pilotes tués les 25 puis 26 février 1999 par des missiles R-27 tirés par des Su-27 éthiopiens. Incapable d'assurer une supériorité aérienne, le 5e squadron se contenta de missions de patrouille dont une interception infructueuse le 29 mai 2000 contre quatre MiG-23BN qui revenaient d'un bombardement de l’aéroport d’Asmara.

- Inde

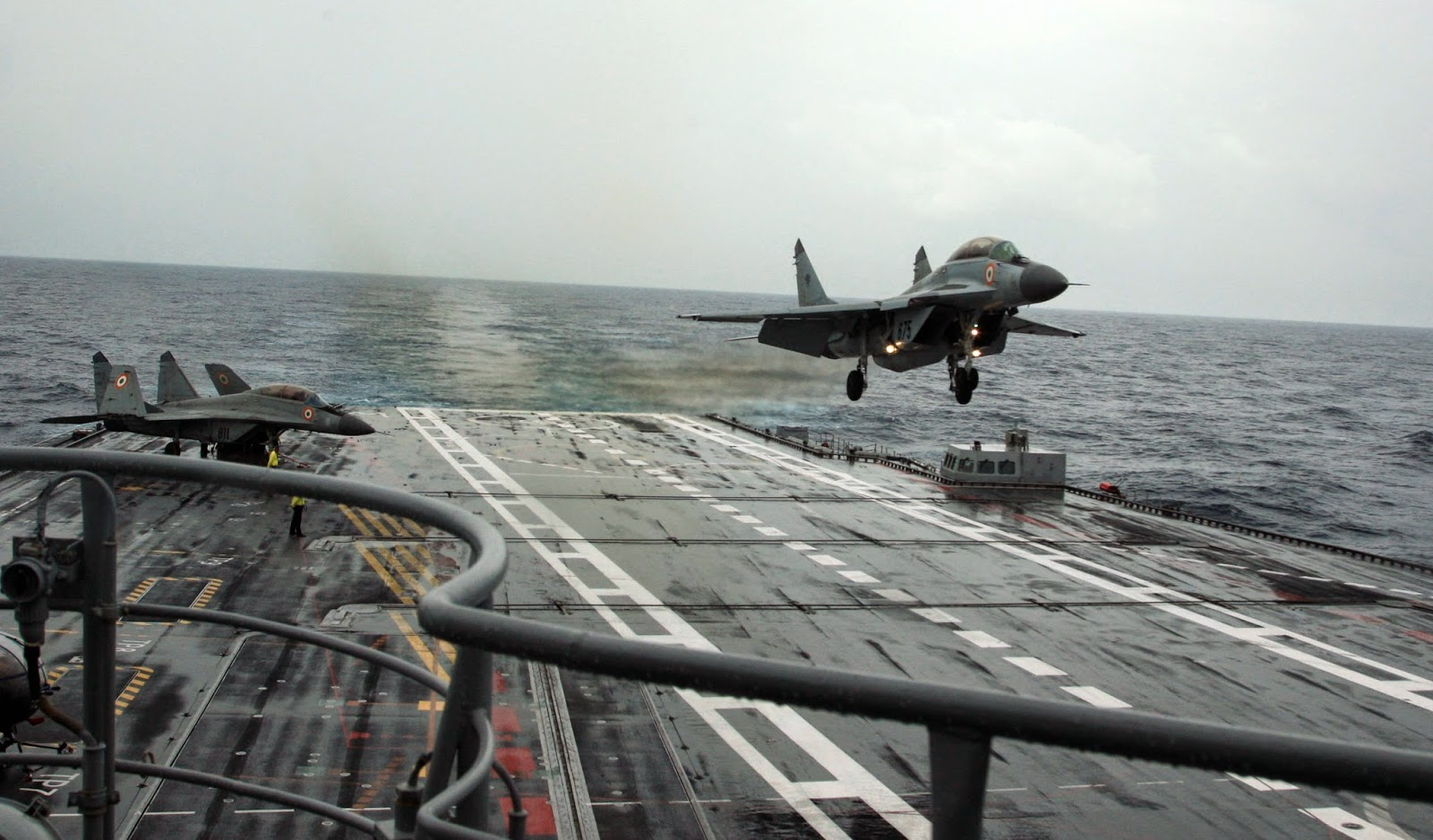
Des MiG-29K à bord du en juin 2014.

  - Force aérienne indienne - 66 MiG-29 A/UB : 70 MiG-29A et au moins 10 UB ont été livrés à partir de 1986. Un contrat de 850 M US $ a été signé en 2006 pour la modernisation de 66 MiG-29 en 2008-13 avec une nouvelle avionique (cockpit tout écran), un nouveau radar Zhuk-ME à antenne active, de nouveaux réacteurs et armements (dont le missile air-air R-77). Leur durée de vie sera aussi prolongée de 25 à 40 ans.
  - Aéronavale - 45 MiG-29 K/K UB livrés entre 2009 et 2017 dans l’aéronavale de la marine indienne. 12 MiG-29K et 4 MiG-29K UB commandés en 2004 puis en janvier, une commande de 29 MiG-29K est passée pour 1,2 milliard. La disponibilité de cette version navalisée est très faible[34].
- Iran
  - Force aérienne de la république islamique d'Iran - 19 en service viennent de Russie et d'Irak.
- Kazakhstan
  - Force de défense aérienne du Kazakhstan - 12 MiG-29, 2 MiG-29UB en service à compter de janvier 2018.
- Malaisie
  - Force aérienne royale de Malaisie - 20 MiG-29 ont été livrés en 1995 par un accord avec la Russie. Cet accord prévoyait également le transfert de technologie du MiG-29, et la mise en place d'un centre de service technique à Kuala Lumpur. Devant être retirée à l'origine en 2015, une dizaine sont en service en 2017 en l'attente d'un successeur, soit le Rafale soit le Typhoon[35].
- Mongolie
  - Force de défense aérienne mongole : 2 MiG-29UB d'occasion donnés par la Russie le 26 novembre 2019, d'autres doivent suivre[36]
- Birmanie
  - Force aérienne du Myanmar - 15 en commande en 2009
- Corée du Nord
  - Force aérienne de l'armée populaire de Corée - environ 30 en service, en avril 2020, au moins 2 MiG-29UB biplaces[37]
- Pérou
  - Force aérienne du Pérou - 19 MiG-29 S ont été livrés en 1997. Huit appareils ont bénéficié d'une mise à niveau vers le MiG-29 SMT pour un coût de 106 millions de dollars et qui s'est achevée en 2012. Un nouveau contrat est signé en juin 2013 pour moderniser les appareils restants en MiG-29 SMP[38].
- Pologne
  - Force aérienne de la République polonaise - 12 neufs livrés par l'URSS à partir de juin 1989, 10 de seconde main par la République tchèque en décembre 1995 puis 22 MiG-29 ex-Est Allemands donnés par l'Allemagne en septembre 2003 pour un euro symbolique par pièce. Cependant, les machines étant fortement exploitées, seules 14 d’entre elles étaient aptes au service. 3 MiG-29 ont été détruits accidentellement en date de novembre 2018[39]. En date du 5 avril 2023, 8 ont été livrés à l'Ukraine depuis quelques mois et 6 autres sont en attente de livraison[40].
- Serbie
  - Force aérienne et défense aérienne serbe - Pour compléter ou remplacer sa flottille de 4 MiG-29 rescapés des guerres de Yougoslavie, la Serbie compte acquérir 6 à 12 MiG-29 M/M2 à crédit depuis les années 2010[41]. En novembre 2016, on annonce la livraison prochaine de 6 MiG-29 d'occasion par la Russie[42]. Livrés le 20 octobre 2017, ils sont remis à niveau et opérationnels à partir de fin 2018[43]. Un accord pour 4 autres MiG-29 devant être livrés par le Belarus a lieu en avril 2018[44]
- Slovaquie
  - Force aérienne slovaque - 21 MiG-29. En 2022, onze MiG-29 modernisés à partir de 2005 soit neuf MiG-29AS monoplaces et deux MiG-29UBS. À côté de ceux-ci, il y a trois MiG-29 stockés, mais ceux-ci ne sont pas modernisés. Retirés du service le 31 août 2022. La possibilité a été évoquée qu'ils soient transférés à l'Ukraine à partir de septembre 2022[45], mais c'est en mars 2023 qu'est annoncé le futur transfert de 13 avions[46].
- Soudan
  - Force aérienne soudanaise - annonce d'une commande de 12 en 2008[47],[48]. 11 en service selon une estimation de 2015[49].
- Tchad
  - Force aérienne Tchadienne - 3 MiG-29 pilotés par des mercenaires, achetés d’occasion à l’Ukraine[50]
- Turkménistan
  - Force aérienne et défense aérienne du Turkménistan - Appareils ex-soviétiques, 24 en service en 2022.

- Ukraine

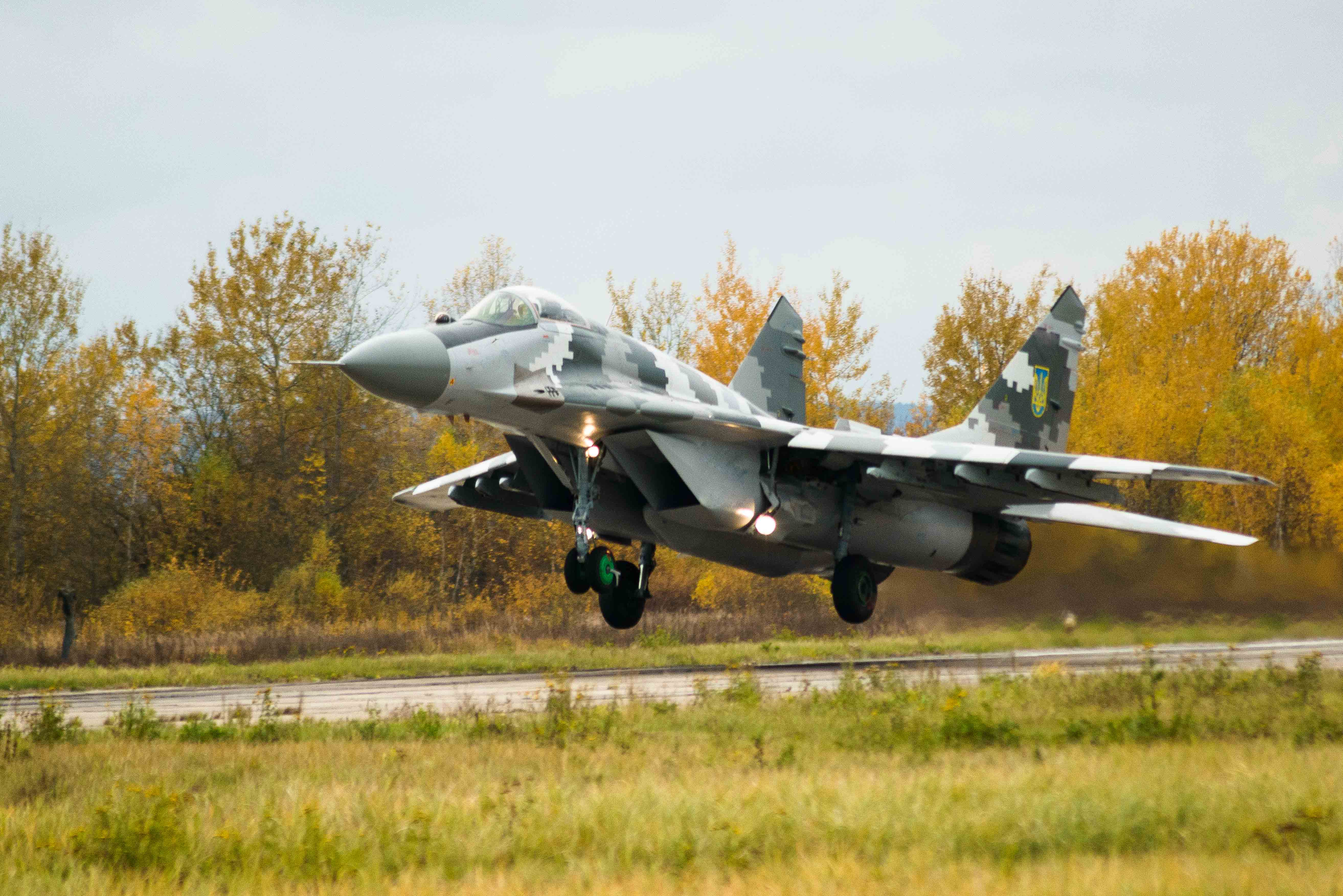
Mikoyan-Gourevitch MiG-29 ukrainien.

  - Force aérienne ukrainienne - environ 15 % de la flotte de combat totale (507 appareils, ce qui inclut de nombreux MiG-29) est utilisable[réf. nécessaire]. La Crimée, annexée par la Russie lors de la crise ukrainienne de 2013-2014, possède 28 MiG-29 dans la base aérienne Belbek de Sébastopol[15].
  - Selon Oryx, l'Ukraine a perdu lors de l'invasion à grande échelle de l'Ukraine toutes versions confondues à la date du 30 juin 2023 au moins 19 Mig-29[51] et en a reçu 24 (14 de la Pologne et 10 par la Slovaquie)[52].
- Ouzbékistan
  - Force aérienne et défense aérienne ouzbèke - 39 en service ex-soviétiques.
- Yémen
  - Force aérienne yéménite - 23 en service, 6 à 12 appareils livrés à partir de 1994 par la Moldavie et le reste livré à partir de 2004 par la Russie et le Kazakhstan.

### Anciens
- Tchécoslovaquie/ Tchéquie
  - Force aérienne de l'armée de la République tchèque
- Allemagne de l'Est
  - Force aérienne de l'armée populaire nationale
- Allemagne
  - Luftwaffe - lors de la réunification de l'Allemagne à hérité des appareils de la RDA.
- Irak
  - Force aérienne irakienne - L'Irak fut l'une des premières nations non membres du pacte de Varsovie à acquérir des MiG-29. Durant le conflit Iran-Irak, elle fit la commande fin 1985 de 32 versions monoplaces et 4 biplaces[6] tandis que les pilotes et ingénieurs furent envoyés à partir de 1986 en URSS pour être formés sur l'appareil. Elle réceptionna les appareils entre 1986 et 1989 jusqu'à l'annonce du Su-27 qui s'avéra plus adapté aux besoins des irakiens. Ces derniers souhaitaient en acquérir mais le projet échoua à la suite de l'invasion du Koweït. En fin de compte, le plan était d'avoir un grand escadron de 120 avions monoplaces et 10 biplaces, mais au moment de la guerre du Golfe, seulement 42 avions monoplaces et six biplaces avaient été livrés, ce qui en faisait le seul chasseur de quatrième génération disponible.L'ensemble des appareils fut réuni dans le 6e Squadron, précédemment équipé de Hawker Hunter et stationnant sur la base de Tammuz. Il devint opérationnel le 17 avril 1988 et participa aux derniers mois du conflit avec l'Iran dans le cadre d'interceptions d'appareils ennemis. La flotte était équipée de missiles R-27R et R-60MK mais pas du R-73 plus performant. Peu avant le début de la guerre du Golfe en 1991, les MiG-29 représentaient un tiers de la flotte de la défense aérienne irakienne aux côtés de 40 MiG-23ML, 19 MiG-25PD et 21 Mirage F-1. Durant le conflit, les appareils n'ont été actifs que les premiers jours en raison d'une nette infériorité : une centaine d'appareils contre plusieurs milliers pour la coalition dont 2300 rien que les États-Unis. Ils n'enregistrèrent aucune victoire officielle bien que les autorités eurent déclaré qu'un MiG-29 aurait abattu un appareil ennemi de très grande taille non identifié avec un R-27R puis une autre cible avec un R-60MK durant la nuit du 16 au 17 janvier 1991. De même, un MiG-29 a revendiqué avoir abattu le 19 janvier 1991 un Tornado britannique avec un R-60MK ce que la Royal Air Force dément. De leur côté, les forces irakiennes reconnurent avoir perdu 14 appareils : trois en combat aérien, quatre envoyés se réfugier en Iran, et sept détruits au sol tandis que la coalition déclara avoir détruit 8 avions rien que pour le combat aérien. Une des pertes au sol est un exemplaire détruit par la 24e division d'infanterie mécanisée (États-Unis) sur la base de Tallil au grand dam des services de renseignements américains qui auraient préféré acquérir un exemplaire intact.Les avions restants ont ensuite été utilisés pendant la guerre d'Irak de 2003, certains étant mis au rebut ou enterrés dans le désert, et le reste étant mis hors service après la guerre.
- Moldavie
  - Force aérienne moldave - non opérationnels ou vendus
- Roumanie
  - Force aérienne roumaine
- Syrie
  - Force aérienne arabe syrienne - La Syrie souhaite relancer en 2013 la commande de 24 MiG-29M/M2 et de 5 MiG-31 lancée en 2007 pour un montant de 1 milliard de dollars. Le contrat avait été interrompu en 2011 par la guerre civile syrienne mais la fin de l'embargo européen sur les armes pourrait relancer les négociations avec la Russie[53]. En décembre 2024, après la chute du régime Assad, la flotte est détruite par Israël.
- Union soviétique
  - Forces aériennes soviétiques (VVS)

- Yougoslavie

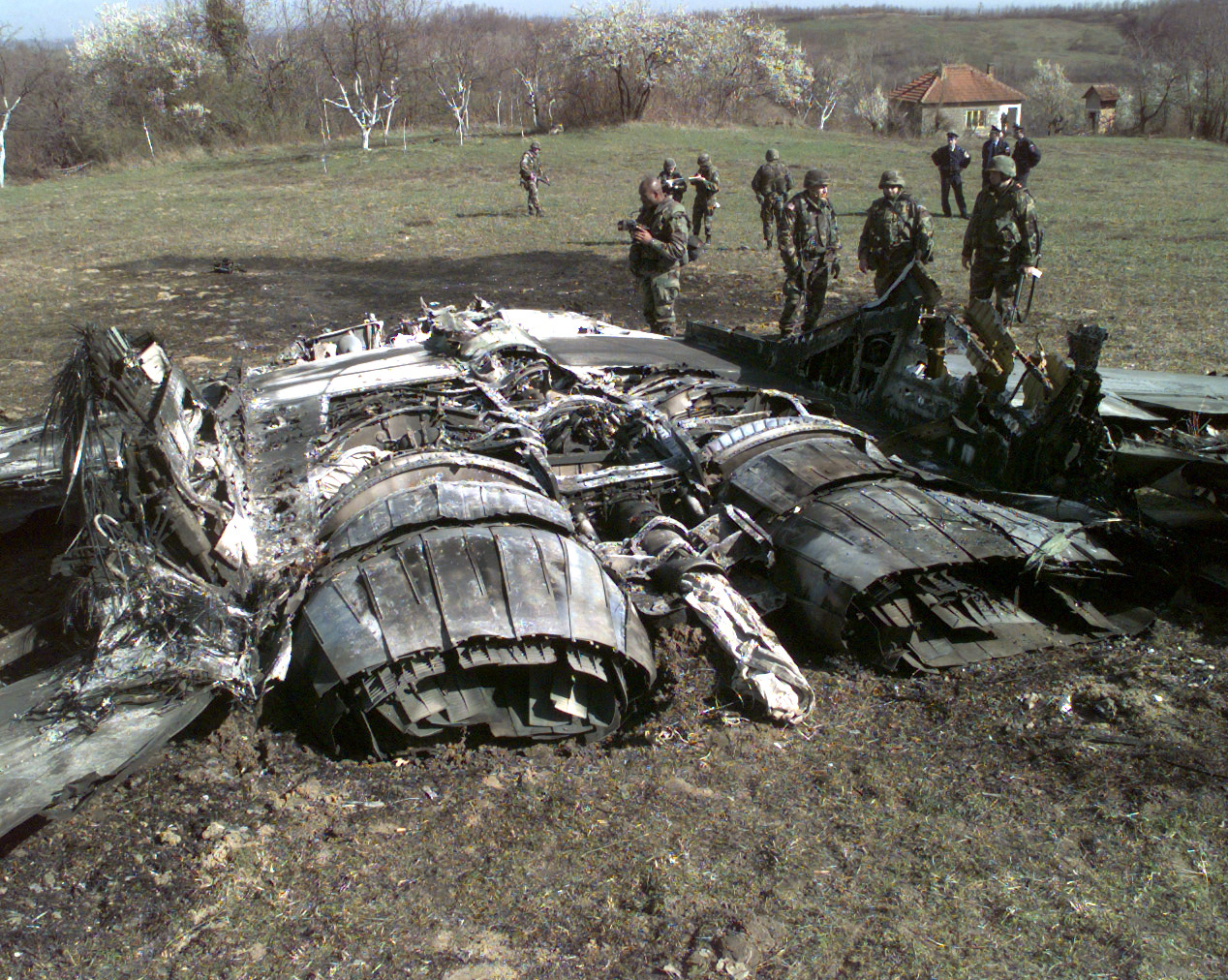
MiG-29 yougoslave abattu durant l'opération Allied Force.

  - Armée de l'air yougoslave - En attendant le développement d'un avion local, le Novi Avion, censé entrer en service au milieu des années 1990, les forces aériennes yougoslaves acquirent 14 MiG-29B et 2 MiG-29UB[6]. L'appareil a été préféré au Mirage 2000 qui avait la préférence des pilotes grâce aux conditions avantageuses proposées par l'URSS. Par ailleurs les avions étaient de seconde main et provenaient des stocks de l'armée soviétique avant reconditionnement. Les appareils furent livrés en 1987 à la 127e Escadrille de chasse (Lovacka Avijacijska Eskadrila) stationnant à la base aérienne de Batajnica à proximité de Belgrade. Les premiers engagements des MiG-29 eurent lieu sous la forme de bombardements à la suite de la sécession de la Croatie et de la Slovénie au début des années 1990. La supériorité des forces serbes permit au MiG-29 de ne compter aucune perte. Au cours des années 1990, les effectifs ainsi que les finances se réduisirent considérablement au point que les pilotes de MiG-29 ne comptabilisaient qu'une vingtaine d'heures d’entraînement annuel ce qui est à peine suffisant pour maintenir une capacité opérationnelle. Lorsque l'OTAN intervint contre la Serbie durant la guerre du Kosovo, cette dernière ne pouvait aligner que quatre escadrilles : 3 de MiG-21bis et 1 de MiG-29. L'embargo sur les armes a de plus restreint les pièces ce qui limita le nombre d'appareils en état de vol à une poignée. Ainsi le 24 mars 1999, premier jour du conflit, seuls cinq MiG-29 étaient opérationnels et décollèrent pour interception. Le premier fut abattu un par F-15C américain, un second peu après son décollage tandis qu'un autre appareil fut abattu par sa propre DCA. Seuls deux appareils réussirent à retourner à la base dont l'un endommagé à la suite de l'explosion d'un AIM-120 AMRAAM tiré par un F-16 hollandais. Tous les pilotes survécurent et témoignèrent de dysfonctionnements de leurs systèmes d’armes. Ces problèmes se poursuivent le 25 mars lorsque deux appareils furent abattus par des F-15C de l'USAF alors qu'ils devaient intercepter un appareil volant à basse altitude. Le dernier combat eut lieu le 4 mai 1999 lorsqu'un appareil fut abattu et son pilote tué par deux F-16C américains pendant l'interception d'une formation ennemie bombardant la ville de Valjevo. Finalement l’Opération Allied Force aboutit à la destruction de six appareils en combat aérien et quatre au sol. Les MiG-29 yougoslaves n'enregistrèrent aucune victoire et les rares appareils ennemis abattus le furent par des tirs de missiles sol-air.

- Hongrie

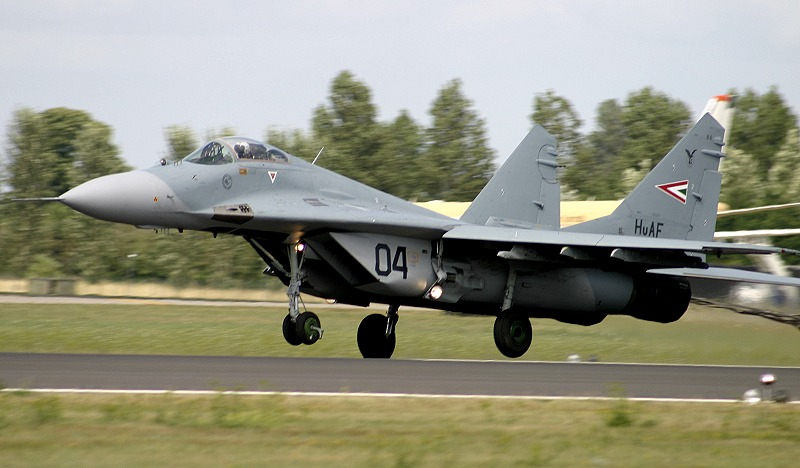
MiG-29A hongrois.

  - Force aérienne de Hongrie - Afin de solder une partie de sa dette, la Russie céda en 1993 28 MiG-29 à la Hongrie. Mais ces appareils s'avérèrent coûteux à l'entretien et non compatibles avec les normes de l'OTAN que le pays allait intégrer quelques années plus tard, en 1999. Elle choisit alors de les remplacer en 2010 par des Saab JAS 39 Gripen en location. Huit MiG-29 accompagnés de 20 moteurs ont été dans un premier temps proposés à la vente en 2011 afin d'obtenir 18,3 millions de dollars. Mais aucun pays ne manifesta d'intérêt. Une seconde offre est ensuite proposée jusqu'au 14 juin 2013 pour la vente de 18 MiG-29B, 6 MiG-29 UB et 21 moteurs pour la somme de 50 millions de dollars. Quelles que soient les propositions, la vente ne pourra se faire sans l'accord préalable de la Russie[54].

## Pays évaluateurs
- États-Unis - 6+16+6 MiG-29 A/S/UB Fulcrum : acquis en Moldavie et Allemagne. Leur statut et état restent incertains : après avoir été analysés par des spécialistes, ils ont dû être stockés ou pourraient servir d'« agresseurs » pour l'entrainement des pilotes. 4 MiG-29 dont deux biplaces UB ont été acquis par la société Air USA au Kirghizistan, le premier vol d'un de ces MiG-29 civils a lieu le 10 décembre 2010[55].

## Simulateurs
Plusieurs versions du MiG-29, A, G, S, sont représentées sur le simulateur de vol DCS World sous forme de module, et qui à ce jour, est la représentation de meilleure qualité sur un simulateur de vol.
Microsoft Flight Simulator X possède de nombreux additifs dans lesquels les joueurs ont la possibilité de piloter le MiG-29.
War Thunder propose de piloter trois MIG-29, un allemand (Branche 9-12A) et deux soviétiques-russes MiG-29 (Branche 9-13), puis le MiG-29SMT.
MiG-29 Fulcrum (jeu vidéo, 1998) (en) sur PC, développé par NovaLogic, considéré comme très réaliste pour son époque[réf. souhaitée]. Un jeu du même nom avait été publié en 1990 par Domark.

### Développement lié
- Mikoyan MiG-29K
- Mikoyan MiG-29M
- Mikoyan MiG-35

### Aéronefs comparables
- Soukhoï Su-27 Flanker
- Dassault Mirage 2000
- General Dynamics F-16 Fighting Falcon
- McDonnell Douglas F/A-18 Hornet
- AIDC F-CK-1 Ching-Kuo

### Ordre de désignation
- MiG-15 - MiG-17 - MiG-19 - MiG-21 - MiG-23 - MiG-25 - MiG-27 - MiG-29 - MiG-31- MiG-35